# Вульгата

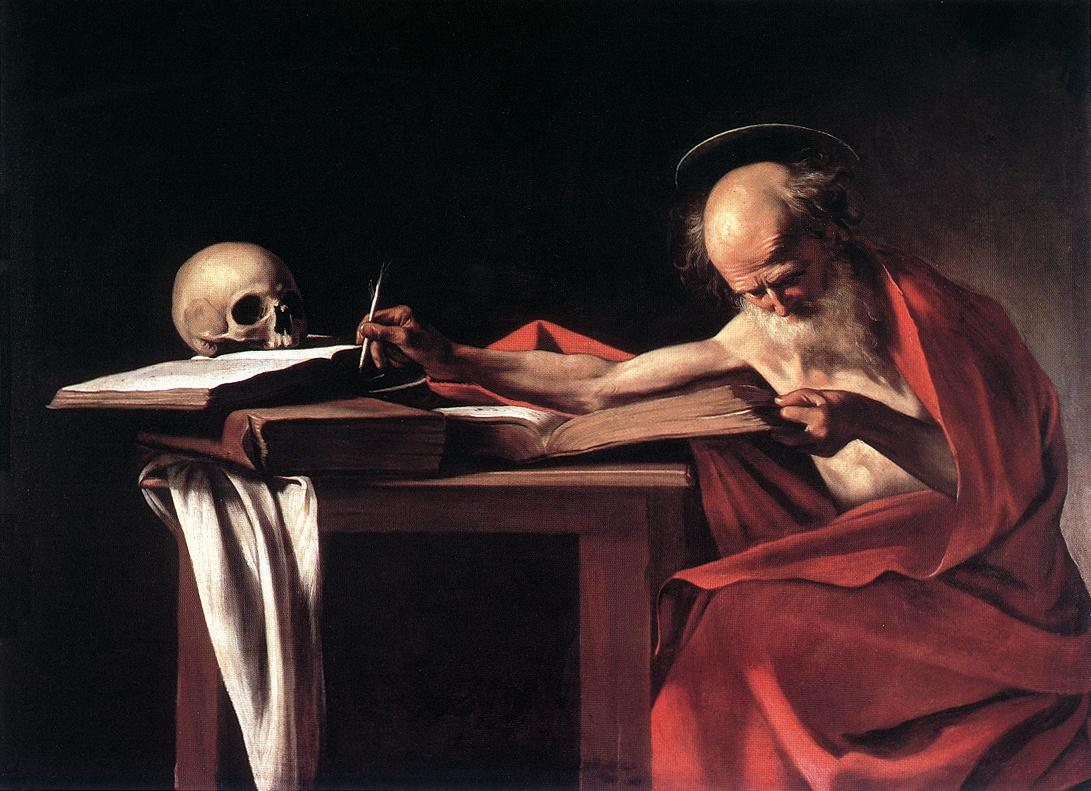
Святий Єронім Стридонський (Караваджо)

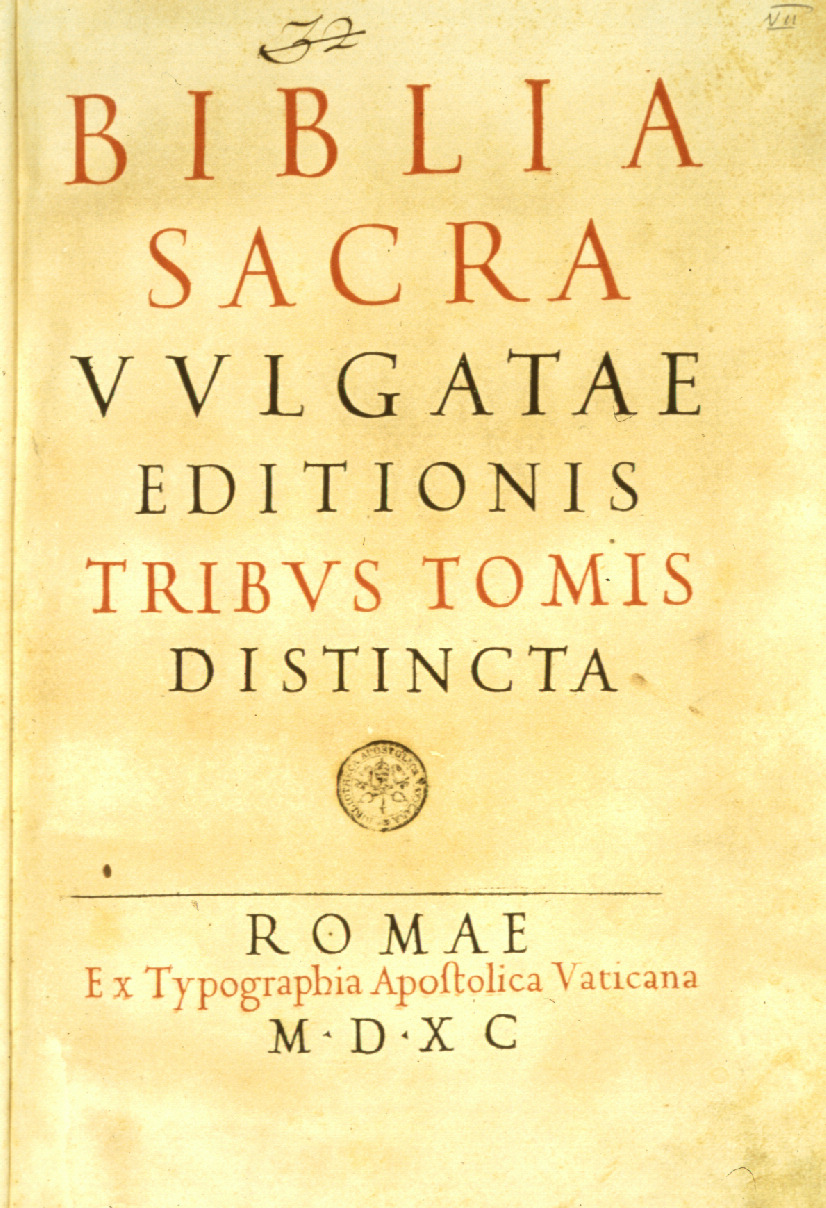
Vulgata Sixtina

Вульга́та (лат. Biblia Vulgata «Загальноприйнята Біблія») — латинський переклад Біблії з IV століття, здійснений переважно святим Ієронімом зі Стридону, який замінив різні варіанти латинських перекладів Біблії (Vetus Latina), які існували до того часу.
На кінець IV століття виникла потреба в єдиному, достовірному латинському тексті Біблії: переклад було доручено Ієроніму, найбільшому знавцю Біблії та секретарю папи Дамасія I. Оскільки Ієронім чудово володів грецькою мовою, латиною і мав значні знання івриту, у 386 році Ієронім перебрався у Вифлеєм і понад 20 років працював над перекладом Старого й Нового Заповітів латинською мовою. Він почав з Нового Заповіту і переклав його з грецької, а згодом Старий Завіт — з грецької та з івриту. Зроблений Ієронімом переклад Біблії став нормативним латинським текстом, який отримав назву Вульгата.
Тридентський собор (1546) затвердив текст Біблії Ієроніма — і Вульгата увійшла у загальний вжиток на Заході як офіційний переклад, обов'язковий для Римо-католицької церкви. Уперше Вульгата видана за Сікста V, під заголовком: «Biblia sacra vulgatae editionis» (Рим, 1590, див. обкл. справа); потім перевидавалася Григорієм XIV, Климентом VIII та ін. Протягом століть Вульгата служила джерелом усіх перекладів Біблії західноєвропейськими мовами.
З 1979 року існує виправлена версія (Неовульгата).